# Macedonië op het Eurovisiesongfestival 2000
Macedonië nam deel aan het Eurovisiesongfestival 2000 in Stockholm, Zweden. Het was de 2de deelname van het land op het Eurovisiesongfestival. De selectie verliep via het jaarlijkse Skopje Fest, waarvan de finale plaatsvond op 19 februari 2000. MRT was verantwoordelijk voor de Macedonische bijdrage voor de editie van 2000.

## Selectieprocedure
Voor de tweede kandidaat te selecteren voor het festival, koos men ervoor om een nationale finale te organiseren, Skopje fest.
Deze vond plaats in de Universal Hall in Skopje en werd gepresenteerd door Katerina Krstevska & Dragan B. Kostic.
In totaal deden er 22 artiesten mee aan deze finale en de winnaar werd gekozen door televoting en een expertjury.

| Volgorde | Lied                              | Artiest             | Punten | Plaats |
| -------- | --------------------------------- | ------------------- | ------ | ------ |
| 1        | "Nov den"                         | Ivana Andonovska    | 12     | 17     |
| 2        | "Dozdot Pagja"                    | Mama                | 31     | 14     |
| 3        | "Znaeš deka znam"                 | Verica Pandilovska  | 119    | 7      |
| 4        | "Samo ljubi me"                   | Klik klak           | 9      | 18     |
| 5        | "Iluzija"                         | Erzana              | 111    | 8      |
| 6        | "Kade što denot boite gi sokriva" | Risto Samardziev    | 248    | 4      |
| 7        | "Samo tvoja sum"                  | Lidija Kocovska     | 2      | 20     |
| 8        | "Dali ti si ova nebo"             | Marijan Stojanovski | 54     | 12     |
| 9        | "Dali si osamen"                  | Jasmina Mukaetova   | 0      | 22     |
| 10       | "100% te ljubam"                  | XXL                 | 1768   | 1      |
| 11       | "Kazi sto ke napraviš"            | P.S.                | 20     | 16     |
| 12       | "Zaboravi"                        | Dzina Papas Dzoksi  | 2      | 20     |
| 13       | "Nemoj da si naiven"              | Maja Vukicevic      | 5      | 19     |
| 14       | "Ti bi sakal"                     | Area                | 93     | 9      |
| 15       | "Tvoeto pismo moja biblija"       | Andrijana Janevska  | 163    | 6      |
| 16       | "Slušni me"                       | Tanja Angelova      | 27     | 15     |
| 17       | "Za nas"                          | Karolina Goceva     | 916    | 2      |
| 18       | "Dali se ušte si moja"            | Magija              | 195    | 5      |
| 19       | "Svetlina"                        | Elena Petreska      | 71     | 11     |
| 20       | "Solzi pravat zlaten prsten"      | Toše Proeski        | 395    | 3      |
| 21       | "A nekogaš"                       | Dani                | 81     | 10     |
| 22       | "Sakav da sum edinstven"          | Pece Ognenov        | 40     | 13     |

## In Stockholm
In Zweden moest Macedonië optreden als 19de, net na Zweden en voor Finland.
Op het einde van de puntentelling bleek dat ze op een 15de plaats waren geëindigd, met 29 punten.
België en Nederland hadden geen punten over voor deze inzending.

### Gekregen punten

#### Finale
| 12 punten | 10 punten            | 8 punten | 7 punten  | 6 punten |
| --------- | -------------------- | -------- | --------- | -------- |
|           | - Kroatië - Roemenië |          | - Rusland |          |
| 5 punten  | 4 punten             | 3 punten | 2 punten  | 1 punt   |
|           |                      |          | - Cyprus  |          |

### Punten gegeven door Macedonië

#### Finale
Punten gegeven in de finale:
| 12 punten | Roemenië |
| 10 punten | Kroatië  |
| 8 punten  | Malta    |
| 7 punten  | Rusland  |
| 6 punten  | Zweden   |
| 5 punten  | Turkije  |
| 4 punten  | Cyprus   |
| 3 punten  | Letland  |
| 2 punten  | België   |
| 1 punt    | Israël   |